# 2770 Цвєт
2770 Цвєт (2770 Tsvet) — астероїд головного поясу, відкритий 19 вересня 1977 року.
Тіссеранів параметр щодо Юпітера — 3,685.